# Manfred Nan
Manfred Nan (Velsen-Noord, 21 april 1960) is een voormalig Nederlands voetballer. Hij speelde in het Nederlandse betaalde voetbal voor Telstar. 

## Loopbaan
Als jeugdspeler maakte hij in het voorjaar van 1978 zijn debuut in het eerste elftal van 
derdeklasser Stormvogels. Hij speelde zich in de kijker bij Telstar dat hem in mei 1978 als amateur aantrok. Hij voetbalde twee jaar in het tweede team (C-elftal) van de eerstedivisionist.
Zijn debuut in het profvoetbal vond plaats op 22 februari 1981 in de uitwedstrijd tegen SVV. Telstar won met 1-2 en Manfred Nan scoorde het tweede doelpunt. Hij behield daarna zijn basisplaats.
Hij toonde zich ook buiten het voetbal actief en trad op als spelersvertegenwoordiger tijdens de algemene vergaderingen van het betaald voetbal. Hij was vanaf de oprichting in februari 1985 bestuurslid van de CSR (centrale spelersraad) waarvan Louis van Gaal voorzitter werd.
Op 25-jarige leeftijd maakte een zware knieblessure een einde aan zijn profcarrière in het Nederlandse voetbal. Hij liep de kwetsuur op 27 mei 1985 op in de voorlaatste competitiewedstrijd thuis tegen SVV (5-0) waarin hij zijn allerlaatste doelpunt voor Telstar scoorde. Twee jaar later werd hij definitief afgekeurd.
Na zijn actieve voetbalcarrière heeft Nan in de advocatuur een carrière opgebouwd. Hij heeft zich gespecialiseerd in het internationale Sportrecht en zich met name gericht op zijn functie van arbiter bij het CAS.

## Wedstrijdstatistieken
| Seizoen | Club    | Competitie     | wed. | goals |
| ------- | ------- | -------------- | ---- | ----- |
| 1980/81 | Telstar | Eerste divisie | 12   | 3     |
| 1981/82 | Telstar | Eerste divisie | 16   | 1     |
| 1982/83 | Telstar | Eerste divisie | 30   | 5     |
| 1983/84 | Telstar | Eerste divisie | 28   | 1     |
| 1984/85 | Telstar | Eerste divisie | 25   | 9     |
| 1985/86 | Telstar | Eerste divisie | 0    | 0     |
| 1986/87 | Telstar | Eerste divisie | 0    | 0     |